# تانسور تنش ماکسول
تانسور تنش ماکسول (نام‌گذاری شده پس از جیمز کلارک ماکسول )یک تانسور مرتبهٔ دوم است که در الکترومغناطیس کلاسیک برای نمایش چگونگی برهم‌کنش نیروهای الکترومغناطیسی با تکانه مکانیکی استفاده می‌شود. در شرایط ساده٬ مانند نیروی وارد بر یک بار نقطه‌ای در حال حرکت آزاد در میدان مغناطیسی همگن می‌توان نیروی وارد شده بر بار را از قانون نیروی لورنتز یافت. در شرایط پیچیده‌تر، به دست آوردن این نیرو به روش قبل بسیار دشوارتر یا غیرممکن می‌شود. از این رو بهتر است رابطهٔ بین میدان‌های الکتریکی و تکانهٔ الکترومغناطیسی با تکانهٔ مکانیکی را مستقیماً از معادلات ماکسول بیابیم و با استفاده از تانسورها به صورت فشرده بیان کنیم.

## یافتن تانسور تنش ماکسول

نیروی لورنتز f وارد بر توزیع بار در حال حرکت. حرکت توزیع بار منجر به ایجاد جریان‌های متفاوتی در مکان‌ها مختلف توزیع می‌شود.

با استفاده از معادلات ماکسول و قانون نیروی لورنتز، به یک رابطه برای نیروی در واحد حجم وارد بر یک توزیع بار دلخواه می‌رسیم، که معادلهٔ نسبتاً پیچیده‌ای است. با معرفی تانسور تنش ماکسول به صورتی که در زیر می‌آید هم معادلات به صورت زیباتری نوشته می‌شوند و هم به رابطه‌ای مشابه رابطهٔ پایستگی انرژی در الکترومغناطیس، برای تکانه می‌ٰرسیم و مفهوم تکانهٔ ذخیره شده در میدان‌ها را معرفی می‌کنیم.
| نام                                   | فرم دیفرانسیلی |
| ------------------------------------- | --- |
| قانون گاوس (در خلأ)                   | {\displaystyle \nabla \cdot \mathbf {E} ={\frac {\rho }{\epsilon _{0}}}}                                                           |
| ــ                                    | {\displaystyle \nabla \cdot \mathbf {B} =0}                                                                                        |
| قانون فاراده (معادله ماکسول-فارادی)   | {\displaystyle \nabla \times \mathbf {E} =-{\frac {\partial \mathbf {B} }{\partial t}}}                                            |
| قانون آمپر (در خلأ) (با تصحیح ماکسول) | {\displaystyle \nabla \times \mathbf {B} =\mu _{0}\mathbf {J} +\mu _{0}\epsilon _{0}{\frac {\partial \mathbf {E} }{\partial t}}\ } |
۱. از قانون لورنتز، نیروی در واحد حجم برای یک توزیع بار دلخواه چنین است:
{\displaystyle \mathbf {f} =\rho \mathbf {E} +\mathbf {J} \times \mathbf {B} }
۲. حال از معادلات ماکسول در بالا٬ توزیع‌های چشمه (جریان و بار) را با میدان‌ها جایگزین می‌کنیم:
{\displaystyle \mathbf {f} =\epsilon _{0}\left({\boldsymbol {\nabla }}\cdot \mathbf {E} \right)\mathbf {E} +{\frac {1}{\mu _{0}}}\left({\boldsymbol {\nabla }}\times \mathbf {B} \right)\times \mathbf {B} -\epsilon _{0}{\frac {\partial \mathbf {E} }{\partial t}}\times \mathbf {B} \,}
۳. با استفاده از رابطه
{\displaystyle {\frac {\partial }{\partial t}}(\mathbf {E} \times \mathbf {B} )={\frac {\partial \mathbf {E} }{\partial t}}\times \mathbf {B} +\mathbf {E} \times {\frac {\partial \mathbf {B} }{\partial t}}={\frac {\partial \mathbf {E} }{\partial t}}\times \mathbf {B} -\mathbf {E} \times ({\boldsymbol {\nabla }}\times \mathbf {E} )\,}
می‌توان نیرو را چنین بازنویسی کرد:
{\displaystyle \mathbf {f} =\epsilon _{0}\left[({\boldsymbol {\nabla }}\cdot \mathbf {E} )\mathbf {E} -\mathbf {E} \times ({\boldsymbol {\nabla }}\times \mathbf {E} )\right]+{\frac {1}{\mu _{0}}}\left[-\mathbf {B} \times \left({\boldsymbol {\nabla }}\times \mathbf {B} \right)\right]-\epsilon _{0}{\frac {\partial }{\partial t}}\left(\mathbf {E} \times \mathbf {B} \right)\,}
۴. با مقایسه قسمت اول (شامل E ) با قسمت دوم (شامل B )، یک جمله در قسمت دوم گمشده به نظر می‌رسد که با استفاده از معادلات ماکسول (رابطهٔ دوم در جدول بالا ) در نتیجه، با افزودن B)B•∇) قابل جبران‌سازی است. با استفاده از اتحاد برداری
{\displaystyle {\tfrac {1}{2}}{\boldsymbol {\nabla }}(\mathbf {A} \cdot \mathbf {A} )=\mathbf {A} \times ({\boldsymbol {\nabla }}\times \mathbf {A} )+(\mathbf {A} \cdot {\boldsymbol {\nabla }})\mathbf {A} }
می‌شود معادله نیرو را چنین نوشت:
{\displaystyle \mathbf {f} =\epsilon _{0}\left[({\boldsymbol {\nabla }}\cdot \mathbf {E} )\mathbf {E} +(\mathbf {E} \cdot {\boldsymbol {\nabla }})\mathbf {E} \right]+{\frac {1}{\mu _{0}}}\left[({\boldsymbol {\nabla }}\cdot \mathbf {B} )\mathbf {B} +(\mathbf {B} \cdot {\boldsymbol {\nabla }})\mathbf {B} \right]-{\frac {1}{2}}{\boldsymbol {\nabla }}\left(\epsilon _{0}E^{2}+{\frac {1}{\mu _{0}}}B^{2}\right)-\epsilon _{0}{\frac {\partial }{\partial t}}\left(\mathbf {E} \times \mathbf {B} \right)\,}
این معادله، معادلهٔ نهایی برای نیروی الکترومغناطیسی و دربرگیرندهٔ همهٔ جنبه‌های فیزیکی مسئله است، اما می‌توان این معادله را به صورت بسیار فشرده‌تر و زیباتر با استفاده از تانسورها نمایش داد. تانسور تنش ماکسول را چنین معرفی می‌کنیم:
{\displaystyle \sigma _{ij}\equiv \epsilon _{0}\left(E_{i}E_{j}-{\frac {1}{2}}\delta _{ij}E^{2}\right)+{\frac {1}{\mu _{0}}}\left(B_{i}B_{j}-{\frac {1}{2}}\delta _{ij}B^{2}\right)\,}
و معادلهٔ نیرو در بالا را با استفاده از تانسور تنش ماکسول بازنویسی می‌کنیم:
{\displaystyle \mathbf {f} +\epsilon _{0}\mu _{0}{\frac {\partial \mathbf {S} }{\partial t}}\,=\nabla \cdot \mathbf {\sigma } }
با استفاده از تشابه با قضیه پوئینتینگ٬ جملهٔ دارای مشتق زمانی را می‌توان به عنوان آهنگ تغییر تکانهٔ میدان الکترومغناطیسی تعبیر کرد. در این صورت، معادلهٔ بالا معادلهٔ پایستگی تکانه در الکترودینامیک کلاسیک خواهد بود که در آن از بردار پوئینتینگ استفاده شده است:
{\displaystyle \mathbf {S} ={\frac {1}{\mu _{0}}}\mathbf {E} \times \mathbf {B} }
در رابطهٔ بالا برای پایستگی تکانه، {\displaystyle \nabla \cdot \mathbf {\sigma } } چگالی شار تکانه است و نقشی مشابه بردار پوئینتینگ در قضیه پوئینتینگ بازی می‌کند.

## مطالعه بیشتر
- John David Jackson,"Classical Electrodynamics, 3rd Ed.", John Wiley & Sons, Inc., 1999.
- Richard Becker,"Electromagnetic Fields and Interactions",Dover Publications Inc., 1964.